# Ascochyta salicorniae-patulae
Ascochyta salicorniae-patulae är en svampart som först beskrevs av Alessandro Trotter, och fick sitt nu gällande namn av Melnik 1975. Ascochyta salicorniae-patulae ingår i släktet Ascochyta, ordningen Pleosporales, klassen Dothideomycetes, divisionen sporsäcksvampar och riket svampar.   Inga underarter finns listade i Catalogue of Life.